# Me & You (Belle Pérez)
Me & You is een Engelstalige single van de Belgische zangeres Belle Pérez uit 1998.
De single bevatte daarnaast twee versies van het nummer, met name een 'Otti Buwundi extended' en 'karaokeversie'. In 2002 werd het nummer opnieuw uitgebracht op single als duet met de Nederlander Jody Bernal. Deze single bevatte daarnaast een Spaanse versie van het nummer, Tú y Yo. Deze laatste versie verscheen op het  album Everything uit 2002. Tevens verschenen er twee liveversies van de Spaanse versie op respectievelijk de albums Baila Pérez (2003) en Gotitas de Amor (2007).
De versie van het nummer met Jody Bernal kwam binnen in de Ultratop op 11 mei 2002 en verbleef er 17 weken. Het piekte op de 10e plaats. In de Radio 2 Top 30 verbleef het nummer 18 weken en piekte het op de 4e positie. Tevens stond het nummer twaalf weken in de Nederlandse hitparade, alwaar het piekte op de 8e plaats. Het nummer werd uitgeroepen tot Radio 2 Zomerhit en werd bekroond met een gouden plaat.

## Meewerkende artiesten
Versie 1998
- Producer:
  - Jim Soulier
  - Patrick Renier
- Muzikanten:
  - Belle Pérez (zang)

Versie 2002
- Producer:
  - Patrick Renier
- Muzikanten:
  - Belle Pérez (zang, backing vocals)
  - Fernando De Meersman (programmatie)
  - Jim Soulier (backing vocals)
  - Jody Bernal (zang)
  - Patrick Renier (klavier, programmatie)
  - Yvan Brunetti (backing vocals)

 Spaanse versie
- Producer:
  - Patrick Renier
- Muzikanten:
  - Angelo Crisci (drums)
  - Belle Pérez (backing vocals, zang)
  - Carlo Mertens (trombone)
  - Christophe Pons (gitaar)
  - Corina Braemt (backing vocals)
  - Didier Chapelle (keyboards)
  - Fernando De Meersman (bewerker, gitaar, programmatie)
  - Henri Ylen (saxofoon)
  - Jim Soulier (backing vocals)
  - Jody Bernal (zang)
  - Joseph Alain (basgitaar)
  - Juan Guerrero (backing vocals, gitaar)
  - Juan Sarria (backing vocals, gitaar)
  - Nico Schepers (trompet)
  - Otti Buwundi (backing vocals)
  - Patrick Renier (bewerker, klavier, programmatie)
  - Stephan Klinkenberg (percussie)
  - Tijl Corremans (backing vocals)
  - Yvan Brunetti (backing vocals)